# Universitat de Tübingen
La Universitat de Tübingen (nom original: Eberhard Karls Universität Tübingen, també coneguda com a Eberhardina) és una universitat pública localitzada en la ciutat de Tübingen (Baden - Württemberg, Alemanya). Amb uns 24.000 estudiants matriculats, és una de les universitats més antigues d'Alemanya, amb reconeixement internacional en els camps de la medicina, les ciències naturals i les humanitats.
Tübingen és una de les cinc clàssiques ciutats universitàries a Alemanya —sent les altres quatre Marburg, Göttingen, Friburg de Brisgòvia i Heidelberg— amb fundació l'any 1477. La Universitat ha tingut diversos alumnes llorejats amb el Premi Nobel, especialment en els camps de la medicina i de la química. Els 17 hospitals de la ciutat afiliats a la facultat de la Universitat tenen 1.500 llits i atenen desenes de milers de pacients anualment.

## Alumnes notables
Aquesta llista també inclou alumnes del Tübinger Stift (Seminari), que no és una part de la Universitat, però té una estreta relació amb ella.
Premis Nobel
- Günter Blobel, (1999, Fisiologia o Medicina)
- Karl Ferdinand Braun, (1909, Física)
- Eduard Buchner, (1907, Química)
- Adolf Butenandt, (1939, Química)
- Hartmut Michel, (1988, Química)
- Christiane Nüsslein-Volhard, (1995, Fisiologia o Medicina)
- William Ramsay, (1904, Química)
- Bert Sakmann, (1991, Fisiologia o Medicina)
- Georg Wittig, (1979, Química)

Teologia
- Karl Barth, teòleg cristià suís
- Dietrich Bonhoeffer, teòleg luterà, pastor i opositor al règim Nazi
- Paul S. Fiddes, Professor de Teologia Sistemàtica i Director del Regent's Park College, Universitat d'Oxford
- Walter Kasper, cardenal de l'Església Catòlica Romana
- Hans Küng, teòleg catòlic romà, crític amb la doctrina catòlica (actualment vetat en l'ensenyament de Teologia Catòlica Romana)
- Benet XVI Papa, abans conegut com a Cardenal Joseph Ratzinger
- Charles-Frédéric Reinhard, polític
- Philip Schaff, historiador de l'Església
- Miroslav Volf, teòleg cristià en la Universitat Yale
- Jan Paulsen, president de l'Església Adventista del Setè Dia

Dret
- Martin Bangemann, ministre alemany d'Economia (1984 - 1988) i comissionat de la UE (1989 - 1999)
- Herta Däubler-Gmelin, ministra alemanya de Justícia (1998 - 2002)
- Roman Herzog, president d'Alemanya (1994 - 1999)
- Philipp Jenninger, president del Parlament Federal alemany (1984 - 1988)
- Klaus Kinkel, vice-canceller i ministre d'Afers exteriors d'Alemanya (1993 - 1998)
- Gebhard Müller, president del Tribunal Federal Constitucional d'Alemanya (1959 - 1971)
- Carlo Schmid, polític alemany i un dels "pares de la constitució"

Economia
- Helmut Haussmann, ministre alemany d'Economia (1988 - 1991)
- Friedrich List
- Horst Köhler, president del FMI (2000 - 2004) i president d'Alemanya (2004 - 2010)
- Wilhelm Rall, McKinsey
- Jürgen Stark, Economista Cap i membre del Comitè Executiu del Banc Central Europeu
- Klaus Töpfer, vice - secretari general de les Nacions Unides i director executiu del Programa Mediambiental de les Nacions Unides

Literatura alemanya
- Eugen Gerstenmaier, president del Parlament Federal alemany (1954 - 1969).
- Martin Walser, escriptor
- Christoph Martin Wieland, poeta
- Wolfgang Iser, teòric literari

Història
- Kurt Georg Kiesinger, canceller d'Alemanya (1966 - 1969)
- Rita Süssmuth, presidenta del Parlament Federal alemany (1988 - 1998)
- Boyo Ockinga, Egiptòleg

Filosofia
- Friedrich Hölderlin, poeta
- Georg Wilhelm Friedrich Hegel, filòsof
- Friedrich Wilhelm Joseph von Schelling, filòsof

Medicina
- Alois Alzheimer, psiquiatre i neuropatòleg
- Victor von Bruns, cirurgià
- Karl von Vierordt, fisiòleg

Ciències Naturals / Matemàtiques
- Theodor Eimer (1843-1898), zoòleg i anatomia comparada
- Hans Geiger, físic
- Johann Georg Gmelin (1709-1755), botànic
- Johannes Kepler (1571-1630), astrònom
- Michael Maestlin (1550-1631), Matemàtic
- Karl Meissner (1891-1959) físic